# عبد الرؤوف النجار
عبد الرؤوف النجار (بالفرنسية: Abderraouf Najar)‏ هو رجل أعمال وسياسي تونسي، تولى عدة مناصب في حركة النهضة التونسية.

## السيرة الذاتية

### المسار المهني
عندما كان في فرنسا، أسس في 2001 كلية التكوين المهني في الحوسبة (Institut de formation professionnelle en informatique - IFOPI)وهو المدير العام لهذه المؤسسة التعليمية إلى حد هذا اليوم. ثم في 2004 أسس مع طارق مخلوف وروبير أبتاكير دار نشر غرناطة للنشر والخدمات التربوية (Granada Editions). وكان رئيسا لجمعية التربية والمعرفة (Education et Savoir)، وأسس بصفته تلك رفقة آخرين في 2007 مدرسة إعدادية وثانوية إسلامية خاصة تحمل نفس اسم الجمعية في فيتري سور سين في ضواحي باريس. 

في 3 سبتمبر 2014، أسس عبد الرؤوف النجار إسبيما بزنس سكول (Espima Business School) في ضفاف البحيرة في تونس العاصمة، وهي كلية للتعليم العالي خاصة في تكنولوجيا المعلومات وإدارة الأعمال. 

وهو أيضا مدير المركز الدولي للتكوين البيداغوجي (Centre international de formation pédagogique) الذي يقع مقره في باريس.

### المسار السياسي
انتمى عبد الرؤوف النجار منذ صغره لحركة الاتجاه الإسلامي التي تعرف حاليا باسم حركة النهضة، وبسبب نشاطه السياسي اضطر للسفر إلى فرنسا والبقاء في المنفى حتى الثورة التونسية في 2011.

كان عضوا في المكتب التنفيذي لحركة النهضة من 1995 حتى 2007 في المهجر ثم رئيس مجلس شورى الحركة من 2007 حتى 2012 حيث تم انتخاب فتحي العيادي بعده، وكان رئيس مكتب الحركة في باريس إلى سنة 2013، وفي 2014 انتخب رئيسا للجنة الإعداد المضموني المؤتمر العاشر، وذلك حتى انعقاد المؤتمر في مايو 2016.

## مقالات ذات صلة
- حركة النهضة (تونس).